# Klaviersonate Nr. 6 (Skrjabin)

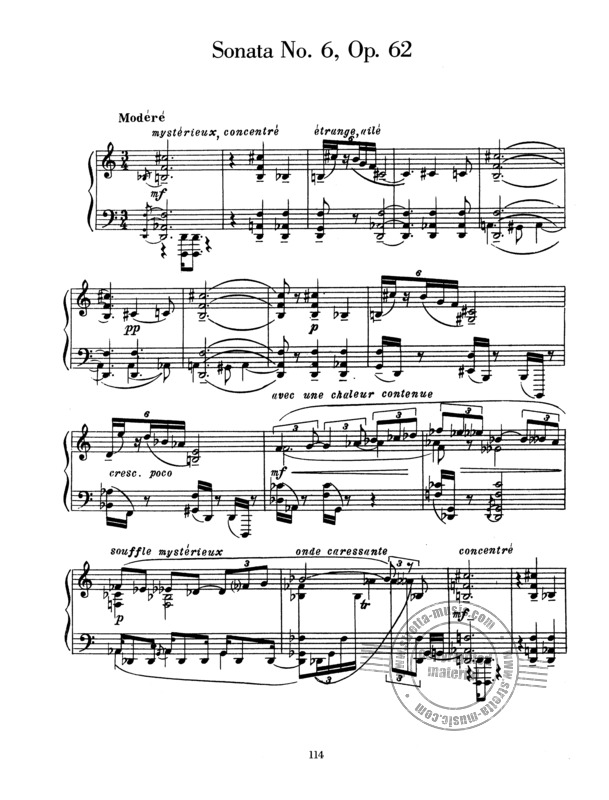
Beginn der 6. Klaviersonate von Alexander Skrjabin

Die einsätzige 6. Klaviersonate op. 62 des russischen Komponisten und Pianisten Alexander Skrjabin (1872–1915) ist überwiegend im Sommer 1911 entstanden.

## Entstehung
Die Komposition der 6. Klaviersonate op. 62 erfolgte überwiegend im Sommer 1911 auf dem Landgut Obratsowo-Karpowo, 150 km von Moskau entfernt, an der Bahnlinie nach Uralsk gelegen. Ende November des gleichen Jahres wurde das Werk vollendet. Am 6. März 1912 übernahm die Pianistin Jelena Beckman-Schtscherbina die Uraufführung in Moskau.
Die Sonate wurde im Russischen Musikverlag gedruckt.

## Charakterisierung

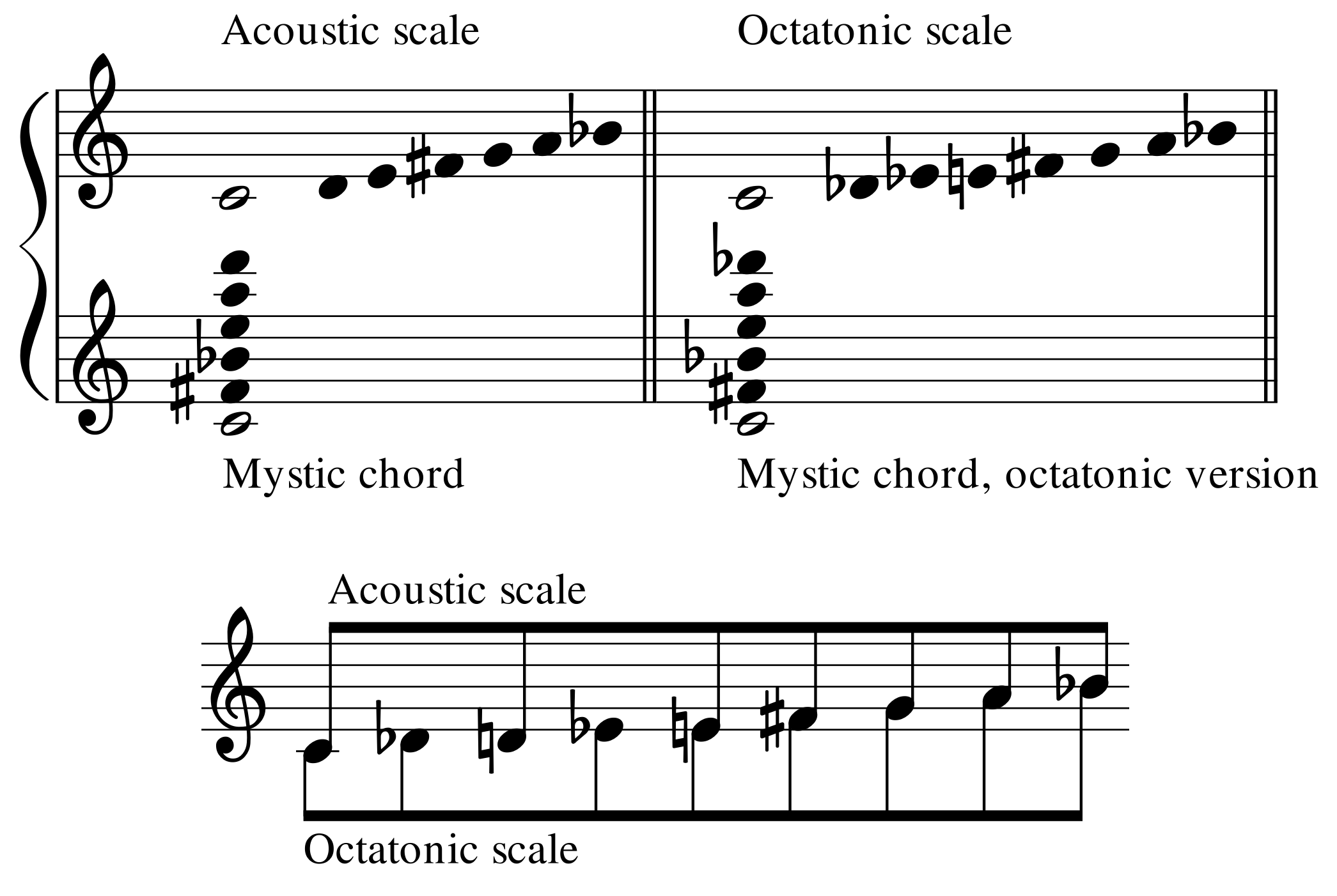
Mystischer Akkord und oktatonische Tonleiter

Die einsätzige Sonate besitzt eine Aufführungsdauer von etwa 11 Minuten. Sie ist Skrjabins erste Sonate ohne traditionell-tonale Basis und hat keine Tonartvorzeichnung. Das Werk basiert zu großen Teilen auf einer Tonleiter, die den sechstönigen sogenannten Mystischen Akkord, der Skrjabins sinfonische Dichtung Prometheus von 1909/10 prägte, um zwei gleichwertige Töne erweitert, wobei Halb- und Ganztonintervalle regelmäßig wechseln: c-cis-dis-e-fis-g-a-b-c. Diese achtstufige (oktatonische) Leiter entspricht der von Olivier Messiaen später als zweiter „Modus mit begrenzter Transpositionsmöglichkeit“ beschriebenen Reihe. Das oktatonische Konstruktionsprinzip macht auch das Vorkommen eines auf üblichen Klaviaturen nicht vorhandenen fünfgestrichenen d in Takt 365 strukturell erklärbar.
Formal zeigt das Werk, das unmittelbar mit dem 1. Thema beginnt, Elemente der Sonatensatzform, mit
- Exposition (1. Thema Takt 1–38, 2. Thema Takt 39–82, 3. Thema Takt 82–123)
- Durchführung (Takt 124–205)
- Reprise (1. Thema Takt 206–243, 2. Thema Takt 244–268, 3. Thema Takt 268–300)
- Coda (Takt 301–386)[2]

Der Sonatenbeginn ist überschrieben mit „Modéré“ und der Vortragsbezeichnung „Mystérieux, concentré“. Der weitere Notentext beinhaltet etliche programmatische Vortragsanweisungen, wie „onde caressante“ („liebkosende Welle“), „le rêve prende forme“ („der Traum nimmt Gestalt an“), oder in der Coda die Angabe „l’épouvante surgit, elle se mêle à la danse délirant“ (etwa: „das Entsetzen erhebt sich und mischt sich in den rasenden Tanz“). Anders als bei den drei vorangehenden Sonaten ist aber kein durchgängiges poetisches Programm hinterlegt.
Alexander Skrjabin, selbst erfolgreicher Konzertpianist, spielte zwar Auszüge vor Freunden, führte die 6. Sonate aber nie öffentlich auf. Möglicherweise schreckte er selbst vor den fremdartigen Harmonien des Werks zurück, das er selbst als „beängstigend, voller Ruß, dunkel und geheimnisvoll, verschmutzt, verderblich“ bezeichnete.